# Polincove
Polincove település Franciaországban, Pas-de-Calais megyében. Lakosainak száma 874 fő (2022. január 1.). Polincove Sainte-Marie-Kerque, Audruicq, Muncq-Nieurlet, Recques-sur-Hem és Zutkerque községekkel határos.

## Népesség
A település népességének változása:
| Lakosok száma | 810  | 832  | 847  | 853  | 859  | 864  | 870  | 867  | 874  |
|               | 2013 | 2015 | 2016 | 2017 | 2018 | 2019 | 2020 | 2021 | 2022 |